# Henrique Golland Trindade
Henrique Golland Trindade (Porto Alegre, 27 maggio 1897 – Botucatu, 6 novembre 1974) è stato un arcivescovo cattolico brasiliano.

## Biografia
Vestì l'abito francescano il 22 marzo 1922 e fu ordinato prete nel 1926. Fu predicatore e scrittore.
Consacrato vescovo di Bonfim nel 1941, nel 1948 fu trasferito alla sede vescovile di Botucatu; quando Botucatu, nel 1958, fu elevata alla dignità di sede metropolitana, fu promosso ad arcivescovo.
Nel 1968 lasciò la guida dell'arcidiocesi e fu trasferito alla sede titolare di Lilibeo.
Trascorse il resto della sua vita a Botucatu, tra le Ancelle del Signore che aveva fondato, dedicandosi all'educazione degli orfani.

## Genealogia episcopale e successione apostolica
La genealogia episcopale è:
- Cardinale Scipione Rebiba
- Cardinale Giulio Antonio Santori
- Cardinale Girolamo Bernerio, O.P.
- Arcivescovo Galeazzo Sanvitale
- Cardinale Ludovico Ludovisi
- Cardinale Luigi Caetani
- Cardinale Ulderico Carpegna
- Cardinale Paluzzo Paluzzi Altieri degli Albertoni
- Papa Benedetto XIII
- Papa Benedetto XIV
- Papa Clemente XIII
- Cardinale Bernardino Giraud
- Cardinale Alessandro Mattei
- Cardinale Pietro Francesco Galleffi
- Cardinale Giacomo Filippo Fransoni
- Cardinale Carlo Sacconi
- Cardinale Edward Henry Howard
- Cardinale Mariano Rampolla del Tindaro
- Cardinale Joaquim Arcoverde de Albuquerque Cavalcanti
- Cardinale Sebastião Leme da Silveira Cintra
- Arcivescovo Henrique Golland Trindade, O.F.M.

La successione apostolica è:
- Vescovo José Melhado Campos (1960)
- Vescovo Silvio Maria Dário (1965)